# Руоти
Руоти (итал. Ruoti) — коммуна в Италии, расположена в регионе Базиликата, подчиняется административному центру Потенца.
Население составляет 3599 человек, плотность населения составляет 65 чел./км². Занимает площадь 55 км². Почтовый индекс — 85056. Телефонный код — 0971.